# Щефи фон Волф
Щефи фон Волф (на немски: Steffi von Wolff) е германска журналистка, редакторка, лекторка, преводачка и писателка на произведения в жанра исторически роман, биография и документалистика. Писала е и под псевдонимите Софи Бенедикт (на немски: Sophie Benedict) и Мари Сандърс (на немски: Marie Sanders).

## Биография и творчество
Щефи фон Волф е родена на 8 март 1966 г. близо до Франкфурт на Майн, ФРГ. Израства в Хесен. След дипломирането си работи като служител в хотел. През 1991 г. започва работа в Хесенското радио, първо като асистент редактор, а по-късно като репортер, модератор и редактор в музикалната му радиостанция hr3. През 1998 г. преминава към младежката радиостанция за модерната електронна музика hr XXL (сега You FM ). Заедно с работата си започва да пише романи.
Първият ѝ роман „Целувка на непознат“ е издаден през 2003 г., а историята е почерпена от работата ѝ в радиото и връзката със слушателите. Романът става бестселър само за два месеца и дава началото на писателската ѝ кариера. След успеха работи на свободна практика за различни списания и телевизионни продуцентски компании.
През 2019 г. под псевдонима Софи Бенедикт е публикуван биографичния ѝ роман „Грейс и грацията на любовта“, от съвместната поредица от бестселъри „Смели жени между изкуството и любовта“. Той е история за филмовата икона Грейс Кели, която става принцеса на Монако чрез брака си с Рение III.
През 2019 г. е издаден и първият ѝ роман „Новото време“ от трилогията „Жените от северния плаж“ под псевдонима Мари Сандърс. Историята е за три жени, Ани, Едит и Хелена, които са между надеждата, свободата и новото начало – Ани иска да модернизира хотела на родителите си, но баща ѝ отказва, Едит се бори за правата на жените, но получава предложение, което ще я осигури финансово, но противоречи на нейните идеали, а Хелена иска да помогне на потиснатите жени дори да стигне до ръба на законността. (
Щефи фон Волф живее от 2002 г. със семейството си в Хамбург.

## Произведения

### Самостоятелни романи
- Fremd küssen (2003)[1][2]
- Glitzerbarbie (2004)
- Aufgetakelt (2005)
- ReeperWahn (2005)
- Die Knebel von Mavelon (2006)
- Rostfrei (2008)
- Gruppen-Ex (2009)
- Ausgezogen (2010)
- Saugfest (2010)
- Ausgebucht (2011)
- Ausgelacht (2012)
- Mundgeblasen (2012)
- Sechs Richtige (2013)
- Diese Woche ist nicht mein Tag! Was uns täglich irre macht (2015)
- Hafenkino: Mein Mann, seine Alte und ich (2018)
- Her mit dem schönen Leben (2019)

### Поредица „Мисис Чудо“ (Fräuleinwunder)
1. Goldene Zeiten (2022)[1][3]
2. Damenwahl (2023)

### Сборници
- Ausgepackt und andere Weihnachtsgeschichten (2015) – разкази[1]
- Angemacht und andere prickelnde Geschichten (2015) – разкази

### Като Софи Бенедикт

#### Поредица „Смели жени между изкуството и любовта“ (Mutige Frauen zwischen Kunst und Liebe)
13. Grace und die Anmut der Liebe (2020) – за Грейс Кели
от поредицата има още 19 романа от различни автори – Ан Жирар, Мишел Марли, Глория Голдрайх, Анабел Абс, Мери Бесон, Каролине Бернард, Валери Трирвайлер, Лена Йохансон, Хайди Рен, и др.

### Като Мари Сандърс

#### Поредица „Жените от северния плаж“ (Die Frauen vom Nordstrand)
1. Eine neue Zeit (2019)[1][3]
2. Schicksalswende (2020)
3. Jahre des Wandels (2021)

### Документалистика
- The Benefits of Green Tea (2013)
- Kicking the Procrastination Habit: An essential guide to understanding and overcoming procrastination (2014)[1]
- Ketogenic Diet For Women Over 60: The Ultimate Ketogenic Diet Guide for Seniors 28-Day Meal Plan Lose Up To 20 Pounds In 3 Weeks (2021)